# فوزیه رئوفی
فوزیه رئوفی (زادۀ ۱۳۵۱ ولسوالی میمنه ولایت فاریاب) سیاستمدار افغانستانی و نمایندۀ مردم ولایت فاریاب در دوره‌های پانزدهم و شانزدهم مجلس نمایندگان است. وی در مجلس شانزدهم نمایندگان افغانستان عضو کمیسیون مواصلات، مخابرات، امور انکشاف شهری، تهیۀ مسکن، تهیۀ آب‌وبرق و امور شاروالی‌ها می‌باشد.

## زندگی‌نامه
فوزیه رئوفی زادۀ ۱۳۵۱ از ولسوالی میمنۀ ولایت فاریاب می‌باشد. ایشان تحصیلات متوسطۀ خود را در لیسۀ ستارۀ شهر میمنه به پایان رسانید و توانستند از دانشگاه کابل در رشتۀ حقوق و علوم سیاسی مدرک لیسانس را به‌دست آورند.

## دیگر فعالیت‌ها
دیگر فعالیت‌های ایشان:
- همکاری با سازمان‌های بین‌المللی
- نمایندۀ مردم فاریاب در دورۀ پانزدهم پارلمان افغانستان.